# Dettensee
Dettensee is een plaats in de Duitse gemeente Horb am Neckar, deelstaat Baden-Württemberg, en telt 569 inwoners (2006).